# Margraten
Margraten (limburguès Mergraote) és un població i antic municipi de la província de Limburg, al sud-est dels Països Baixos. L'1 de gener del 2009 tenia 13.416 habitants repartits sobre una superfície de 57,70 km² (dels quals 0 km² corresponen a aigua). Limitava al nord amb Maastricht i Valkenburg aan de Geul, a l'est amb Gulpen-Wittem i al sud amb Eijsden i Voeren.
L'1 de gener de 2011 es va fusionar amb Eijsden per crear el nou municipi d'Eijsden-Margraten.

## Centres de població
| Neerlandès           | Limburguès         | Població |
| Cadier en Keer       | Keer               | 3.410    |
| Margraten            | Mergroate          | 3.360    |
| Banholt              | Tebannet           | 1.040    |
| Sint Geertruid       | Se-Gietere         | 970      |
| Mheer                | Maer               | 940      |
| Noorbeek             | Norbik             | 740      |
| Eckelrade            | Ikkelder           | 580      |
| Bemelen              | Bieëmele           | 370      |
| Scheulder            | Sjuuëlder          | 340      |
| Herkenrade           | Herkenter          | 180      |
| Terlinden            | Terlinne           | 130      |
| Bergenhuizen / Schey | Bergenhoêze / Sjei | 120      |
| Gasthuis             | Gastes             | 120      |
| Honthem              | Hoontem            | 120      |
| Moerslag / Libeek    | Moersjelt / Liebik | 120      |
| Sint Antoniusbank    | Sint Antoniusbank  | 110      |
| Hoogcruts            | Ge Kruuts          | 90       |
| Termaar              | Termaar            | 90       |
| Bruisterbosch        | Bruusjterbusj      | 80       |
| 't Rooth             | 't Roeët           | 40       |
| (Font: CBS)          |                    |          |

## Administració
El consistori municipal consta de 15 membres, format des del 2006 per:
- CDA 6 regidors
- Samenwerkingsverband, 5 regidors
- VVD, 3 regidors
- Gemeentebelangen, 1 regidor